# 磨石駅
磨石駅（マソクえき）は、大韓民国京畿道南楊州市にある韓国鉄道公社京春線の駅である。駅番号はP130。

## 駅構造
- 島式ホーム2面4線の高架駅。

## 利用状況
近年の一日平均利用人員推移は下記のとおり。なお、京春線の2010年は開業日の12月21日から12月31日までの11日間の平均、ITX-青春の2012年は開業日の2月28日から12月31日までの308日間の平均である。
| 路線     | 路線     | 2010年 | 2011年 | 2012年 | 2013年 | 2014年 | 2015年 | 2016年 | 2017年 | 2018年 | 出典  |
| -------- | -------- | ------ | ------ | ------ | ------ | ------ | ------ | ------ | ------ | ------ | ----- |
| ●京春線  | 乗車人員 | 2,842  | 3,289  | 3,630  | 3,738  | 3,658  | 3,583  | 3,671  | 3,842  | 3,868  | [ 1 ] |
| ●京春線  | 降車人員 | 2,873  | 3,288  | 3,671  | 3,887  | 3,887  | 3,832  | 3,840  | 3,913  | 3,879  | [ 1 ] |
| ●京春線  | 乗降人員 | 5,715  | 6,577  | 7,301  | 7,625  | 7,545  | 7,415  | 7,511  | 7,755  | 7,747  | [ 1 ] |
| ITX-青春 | 乗車人員 | 未開業 | 未開業 | 87     | 117    | 116    | 113    | 118    | 107    | 127    | [ 1 ] |
| ITX-青春 | 降車人員 | 未開業 | 未開業 | 69     | 97     | 95     | 92     | 90     | 86     | 96     | [ 1 ] |
| ITX-青春 | 乗降人員 | 未開業 | 未開業 | 156    | 214    | 211    | 205    | 208    | 193    | 223    | [ 1 ] |

## 駅周辺
- ロッテマート磨石店
- ロッテハイマート磨石店
- 農協ハナロマート磨石店
- 磨石郵便局
- 心石中学校
- 心石高等学校
- 南楊州松羅初等学校
- 松羅中学校
- 和道邑事務所
- 国民銀行磨石支店
- KEBハナ銀行磨石支店

## 歴史
- 1939年7月25日 - 開業。
- 2010年12月21日 - 首都圏電鉄京春線開業に伴い移転開業。

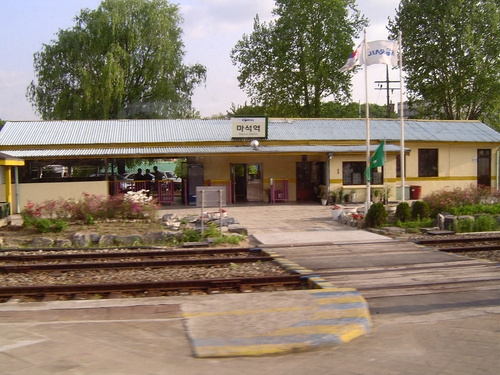
移転前に使われていた旧駅舎(2008年5月)
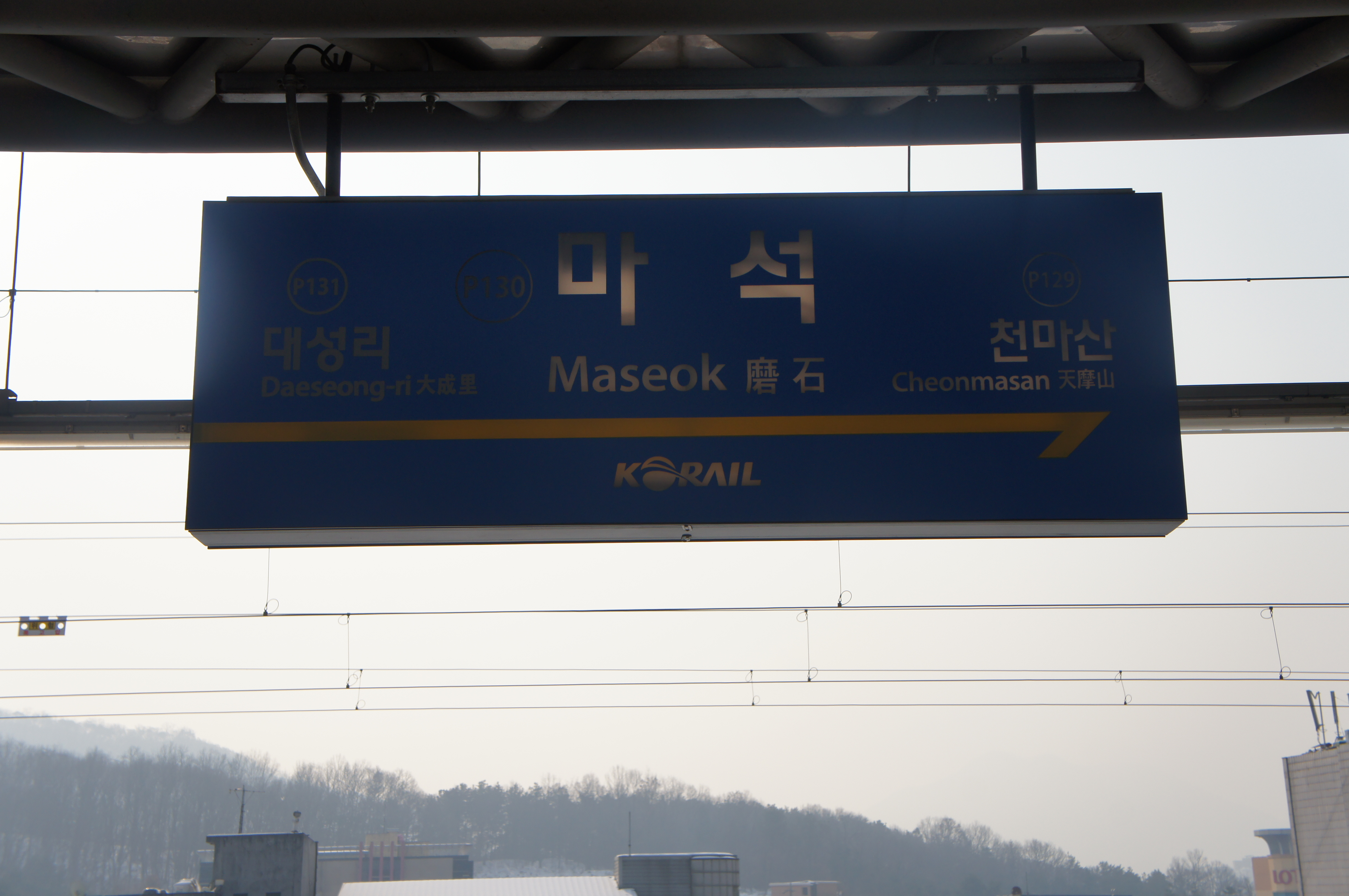
駅名標

## 隣の駅
韓国鉄道公社
●京春線
ITX-青春
坪内好坪駅 (P128) - 磨石駅 (P130) - 清平駅 (P132)
急行
坪内好坪駅 (P128) - 磨石駅 (P130) - 清平駅 (P132)
緩行
天摩山駅 (P129) - 磨石駅 (P130) - 大成里駅 (P131)